# 赫林基 (里夫內區)
50°35′0″N 26°24′19″E / 50.58333°N 26.40528°E
赫林基（烏克蘭語：Глинки），是烏克蘭西北部里夫内州里夫内区白克里尼察市镇的村落。面積0.7平方公里，海拔高度252米，2001年人口352，人口密度每平方公里502.9人。